# Уэйчиникап (национальный парк)
Национальный парк Уэйчиникап (англ. Waychinicup National Park) — национальный парк в штате Западная Австралия, расположенный в 404 км к юго-востоку от столицы штата Перта и в 65 км к востоку от Албани. Площадь парка составляет 39,82 км².

## Описание
Парк выходит на побережье Южного океана на юге, на востоке граничит с заповедником Маунт-Манипикс и сельскохозяйственными угодьями на севере. Береговая линия парка проходит между пляжами Норманс и Чейнс, недалеко от залива Бремер. Остров и природный заповедник Болд-Айленд находится недалеко от берега. Парк располагает множеством ландшафтов, от скалистого океанского побережья до усыпанных валунами вершин холмов. В заросших деревьями, глубоко врезанных долинах протекают потоки пресной воды с покрытыми мхом валунами. Предоставляемые туристам услуги включают в себя место для палаток и бревенчатый туалет возле устья реки Уэйчиникап.

## Фауна
В парке обитают одни из самых редких животных Австралии. Здесь встречаются такие виды, как малый бандикут, Pseudocheirus peregrinus и одна из немногих популяций квокк на материке.
Парк является частью важной орнитологической зоны залива Два народа и Маунт-Манипикс, признанной BirdLife International в качестве таковой из-за его важности для сохранения нескольких редких и находящихся под угрозой исчезновения видов птиц. Находящаяся под угрозой исчезновения крикливая кустарниковая птица, которая когда-то считался вымершей, находится в парке; небольшая популяция в 14 экземпляров была переселена из заповедника Two Peoples Bay в 1983 году, за ней последовали ещё 16 в 1985 году. К 1994 году было подсчитано, что в этом районе обитало 223 самца.
Длинноклювая щетинкоклювка — ещё один уязвимый вид, обитающий в парке. Большинство оставшихся птиц этого вида обитает в заповеднике «Два народа» и национальном парке Уэйчиникап. Популяции птиц, сокращавшаяся с конца XIX века, начали стабилизироваться.

## Галерея

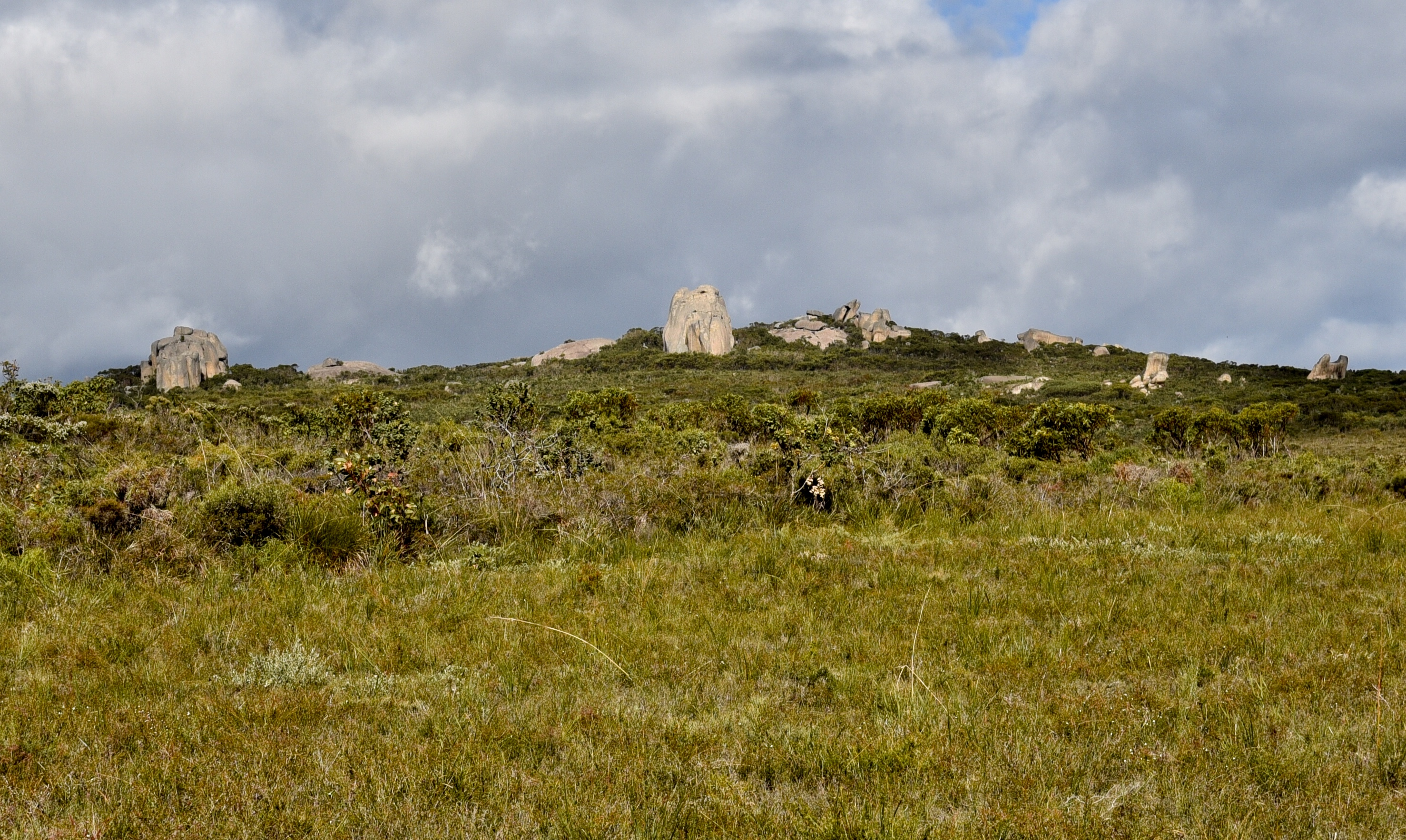
Национальный парк Уэйчиникап
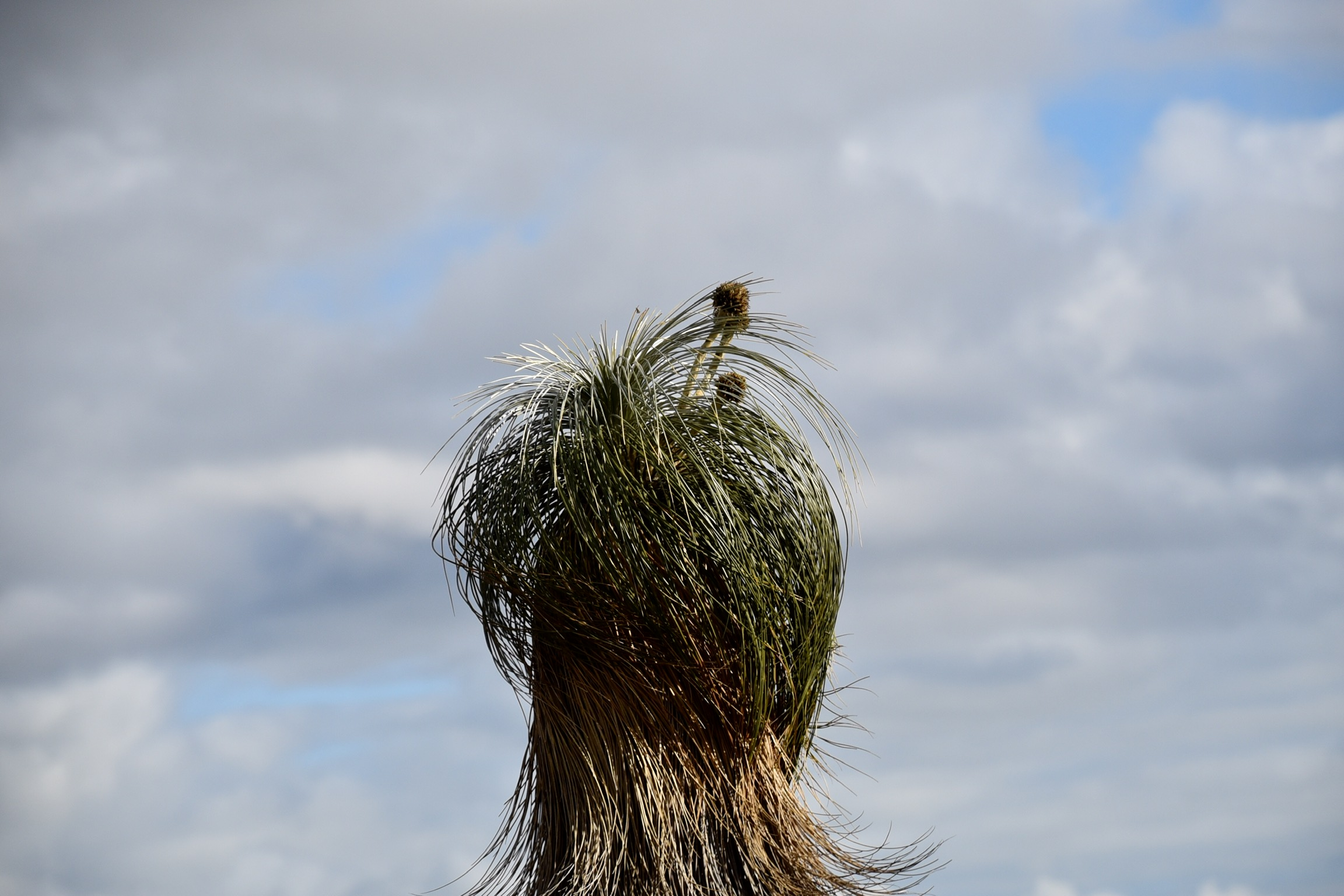
Kingia australis
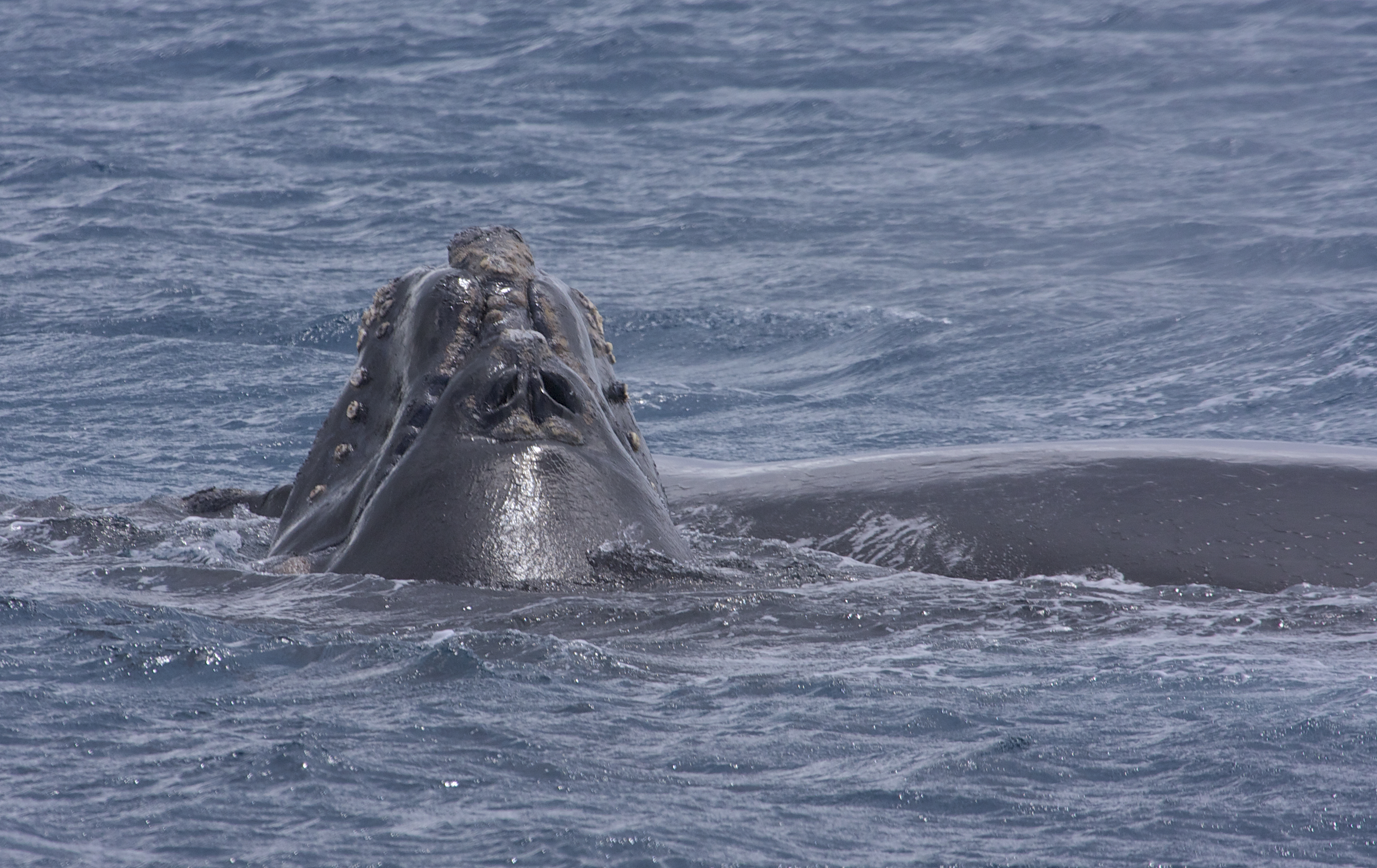
Южный гладкий кит в парке
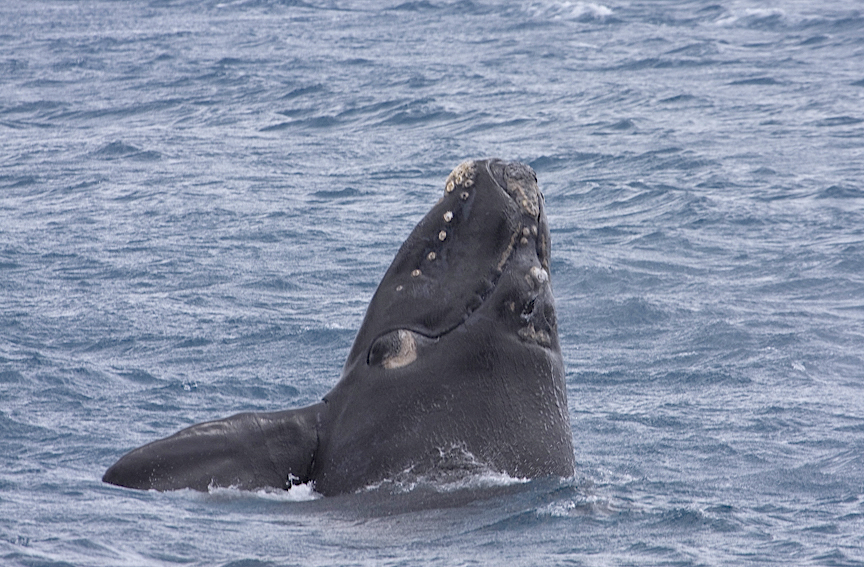